# پرچم امپراتوری ماراتها
پرچم امپراتوری ماراتها در پذیرفته شد.